# 巴勒斯坦种族灭绝指控
巴勒斯坦种族灭绝指控是指以色列被指控在以巴冲突期间圖謀对巴勒斯坦人实施种族灭绝。 
指控以色列犯下種族滅絕的人認為大灾难、贝鲁特难民营大屠杀、对加沙地带的封锁、 2014年加沙戰爭、以色列—哈馬斯戰爭都與種族滅絕有關，而且他們認為種族滅絕與以色列社会中長期存在的反巴勒斯坦主义、伊斯兰恐惧症、反阿拉伯情緒有關。 還有学者指责以色列官员經常侮辱巴勒斯坦人，例如經常將巴勒斯坦人非人化或者將巴勒斯坦人比喻成畜生， 而且以色列官员講出來的話很容易被外界解读为以色列方面試圖要對巴勒斯坦人种族灭绝。 
以色列、美国、反誹謗聯盟等组织以及一些学者否认以色列試圖對巴勒斯坦人种族灭绝。  還有有學者認為指控以色列犯下种族灭绝罪是在“妖魔化”以色列，指控以色列的這些人往往就是反錫安主義者。2024年3月，聯合國巴勒斯坦領土人權狀況特別報告員艾班尼斯向人權理事會提交報告，表示有明確跡象顯示以色列實際上在進行種族滅絕；以色列則聲稱該報告「顛倒事實到駭人聽聞的程度」。